# Heinrich Schroth
Heinrich August Franz Schroth (né le 21 mars 1871 à Pirmasens, mort le 13 janvier 1945 à Berlin) est un acteur allemand.

## Biographie
Il fait ses débuts en 1890 au théâtre de Sigmaringen. En 1894, il vient au théâtre d'Augsbourg, en 1896 à Mayence et l'année suivante à Hanovre. En 1899, il intègre l'ensemble du Deutsches Schauspielhaus et reste jusqu'à son départ pour Berlin en 1905.
Pendant la Première Guerre mondiale, Heinrich Schroth fait carrière dans le cinéma muet. Il tient d'abord des rôles principaux puis dans les années 1920 des seconds rôles. Il joue pour de nombreuses productions et prend part aux films de propagande nazie. À la fin de la Seconde Guerre mondiale, Joseph Goebbels l'inscrit dans la Gottbegnadeten-Liste.
Heinrich Schroth a pour enfant de son premier mariage Heinz Schroth qui sera acteur sous le nom de Heinz Sailer. Son deuxième mariage avec l'actrice autrichienne Else Ruttersheim donne naissance à l'acteur Carl-Heinz Schroth. De son troisième mariage avec l'actrice allemande Käthe Haack, naît Hannelore Schroth, également actrice.

## Filmographie
- 1916 : Der Sekretär der Königin
- 1916 : Abseits vom Glück
- 1916 : Ein tolles Mädel
- 1916 : Welker Lorbeer
- 1916 : Der Radiumraub
- 1916 : Das Kind des Anderen
- 1916 : Der Liebesbrief der Königin
- 1917 : Der Mut zum Glück
- 1917 : Das Geschäft
- 1917 : Die Silhouette des Teufels
- 1917 : Gräfin Küchenfee de Rudolf Biebrach
- 1917 : Fliegende Schatten
- 1918 : Die Nonne und der Harlekin
- 1918 : Das Tagebuch des Dr. Hart
- 1918 : Diplomaten
- 1918 : Weil ich dich liebe
- 1918 : Der Rubin-Salamander
- 1918 : Auf Probe gestellt
- 1918 : Que la lumière soit (Es werde Licht!) (3e partie) de Richard Oswald
- 1918 : Maria
- 1918 : Edelwild
- 1918 : Das rollende Hotel
- 1918 : Die Ratte
- 1918 : Auf Probe gestellt de Rudolf Biebrach
- 1918 : Die Krone von Palma
- 1918 : Das Auge des Götzen
- 1919 : Der Muff
- 1919 : Madeleine
- 1919 : Der blaue Drachen
- 1919 : Der Blick in den Abgrund
- 1919 : Die närrische Fabrik
- 1919 : Sklaven des Kapitals
- 1919 : Zwischen Nacht und Morgen
- 1920 : Anständige Frauen
- 1920 : Das Opfer der Claudia Nicolajewna
- 1920 : Der Schädel der Pharaonentochter
- 1920 : Liebestaumel
- 1920 : Der Überfall auf den Europa-Express
- 1920 : Nirvana
- 1920 : Die Augen als Ankläger
- 1920 : Die Schreckensnacht im Hause Clarque
- 1920 : Vergiftetes Blut
- 1920 : Yoshiwara, die Liebesstadt der Japaner
- 1920 : Satans Peitsche
- 1920 : Die Abenteuer der Marquise von Königsmarck
- 1920 : Das Tagebuch meiner Frau
- 1921 : Verbrechen aus Leidenschaft
- 1921 : Die Schuld des Grafen Weronski
- 1921 : Opfer der Ehe
- 1921 : Jim Corwey ist tot
- 1921 : Aus dem Schwarzbuch eines Polizeikommissars - Das Weib des Würgers
- 1921 : Die Diktatur der Liebe
- 1921 : Die Trommeln Asiens
- 1921 : Das zweite Leben
- 1922 : Das Spielzeug einer Dirne
- 1922 : Boris Godounov de Hans Steinhoff
- 1922 : Die Heimkehr des Odysseus
- 1922 : Marie Antoinette - Das Leben einer Königin
- 1922 : Macht der Versuchung
- 1922 : Schatten der Vergangenheit
- 1923 : Der große Sensationsprozeß
- 1923 : Vineta
- 1923 : Tout pour l'or de Reinhold Schünzel
- 1923 : Die Prinzessin Suwarin de Johannes Guter
- 1923 : Das Abenteuer von Sagossa
- 1923 : Das Kind des Anderen
- 1923 : Und dennoch kam das Glück
- 1924 : Das Herz der Lilian Thorland
- 1924 : Horrido
- 1924 : Die Liebesbriefe einer Verlassenen
- 1925 : Les Bouddhas vivants (Lebende Buddhas) de Paul Wegener
- 1925 : Die tolle Herzogin
- 1925 : Le Braconnier
- 1926 : Fünfuhrtee in der Ackerstraße
- 1926 : 117 bis Grande Rue
- 1927 : Prinz Louis Ferdinand
- 1927 : Die Dame mit dem Tigerfell
- 1928 : La Grande Aventurière (Die große Abenteuerin) de Robert Wiene
- 1928 : Mandragore
- 1928 : Le Président (Der Präsident) de Gennaro Righelli
- 1929 : Atlantik
- 1929 : Crime passionnel
- 1930 : 1914, fleurs meurtries
- 1931 : Das Schicksal der Renate Langen
- 1931 : Sur le pavé de Berlin
- 1931 : Le Capitaine de Koepenick
- 1931 : Yorck
- 1931 : Man braucht kein Geld
- 1932 : Un homme sans nom de Gustav Ucicky et Roger Le Bon
- 1932 : Nous les mères de Fritz Wendhausen
- 1933 : Eine Stadt steht kopf
- 1934 : Wilhelm Tell
- 1934 : Hanneles Himmelfahrt
- 1935 : Familie Schimek
- 1935 : Stradivari
- 1935 : Liebesleute
- 1935 : Die törichte Jungfrau
- 1936 : Verräter de Karl Ritter
- 1936 : Die Leuchter des Kaisers
- 1936 : Onkel Bräsig
- 1937 : Frauenliebe - Frauenleid d'Augusto Genina
- 1937 : Crépuscule de Veit Harlan
- 1937 : Frauenliebe - Frauenleid
- 1937 : Permission sur parole
- 1937 : Das schöne Fräulein Schragg
- 1937 : Pan
- 1937 : Die Korallenprinzessin
- 1938 : Ziel in den Wolken
- 1938 : Pieux mensonge ou Mensonge de mère (Die fromme Lüge ) de Nunzio Malasomma
- 1938 : Kameraden auf See
- 1938 : Pour le Mérite de Karl Ritter
- 1938 : Sans laisser de traces (Verwehte Spuren) de Veit Harlan
- 1938 : Scheidungsreise
- 1938 : Liebeslegende
- 1938 : Eine Frau kommt in die Tropen
- 1938 : Preußische Liebesgeschichte
- 1938 : La Danse sur le volcan (de) de Hans Steinhoff
- 1939 : Faux coupables
- 1939 : Drame à Canitoga (de) de Herbert Selpin
- 1939 : Das Recht auf Liebe
- 1939 : Stimme aus dem Äther
- 1939 : Verdacht auf Ursula
- 1939 : Die barmherzige Lüge
- 1940 : Christine
- 1940 : Bismarck de Wolfgang Liebeneiner
- 1940 : Cora Terry (de) de Georg Jacoby
- 1940 : Le Juif Süss de Veit Harlan
- 1941 : Le Président Krüger de Hans Steinhoff, Karl Anton et Herbert Maisch
- 1941 : Le Grand Roi de Veit Harlan
- 1941 : Heimaterde
- 1941 : Le Musicien errant (Friedemann Bach) de Traugott Müller (de)
- 1942 : Rembrandt de Hans Steinhoff
- 1942 : Die Entlassung de Wolfgang Liebeneiner
- 1943 : Le Chant de la métropole de Wolfgang Liebeneiner

## Source de la traduction
- (de) Cet article est partiellement ou en totalité issu de l’article de Wikipédia en allemand intitulé « Heinrich Schroth (Schauspieler) » (voir la liste des auteurs).